# 蒲田健
蒲田 健（がまだ けん、1966年3月19日 - ）は、日本のラジオパーソナリティ、ナレーター。タイムリーオフィス所属。

## 来歴
東京都出身、神奈川県横浜市在住（2009年時点）。聖パウロ学園高等学校、北海道大学文学部卒業。北大ボート部出身。
大学を卒業後、1991年から1999年まで日本橋三越本店に勤務。途中、1994年から1995年までアメリカへ渡り、ウォルト・ディズニー・ワールド・リゾート内にあるエプコット（三越がスポンサーの施設を擁するテーマパーク）のキャストを務めていた。
三越を退社後、1999年にパーソナリティとナレーションの仕事を開始。以来、ラジオ・テレビ・CMを主な活動の場としている。スポーツ関連の仕事にも携わっており、2001年にジェフユナイテッド市原（後のジェフユナイテッド市原・千葉）のスタジアムDJに就任。FUJI XEROX SUPER CUPやラグビーワールドカップ日本大会のスタジアムDJも務めている。その他にもイベントのナレーション（ex:『飯田浩司のOK! Cozy up! 激論！有楽町サミット』）なども受け持つ。

## 出演

### ラジオ番組
- MY OLYMPIC（JFNC、1999年4月 - 2012年3月）
- good morning! That's wakeman show（JFNC、2002年1月 - 2006年3月） - 月曜 - 木曜担当
- メロディー・ゴー・ランド（JFNC）
- THE ROAD TO SUPER HERO（TBSラジオ） - ナレーター
- ラジオ版 学問ノススメ（JFNC、 - 2017年9月）
- JA Fresh Market（FMヨコハマ、2009年4月 - ）
- NARITA-NATIVE（bayfm、2009年6月[5] - 2015年9月）
- SPEAK SOCCER（bayfm、不定期特番）
- Un style Lavant scene（K-MIX、2010年10月 - 2011年9月）
- OH! HAPPY MORNING（JFNC、2013年4月 - ） - 水曜・木曜担当。月曜・火曜にも代演やパーソナリティのプラスワン企画で出演することがある。
- Afternoon SALUS（FMサルース） - 金曜担当
- NARITA Enjoy Morning（bayfm、2015年10月[5] - ）
- FUTURES（JFNC、2017年10月 - ） - 金曜担当
- SALUS all in one（FMサルース） - 金曜担当。イッツコムでのテレビ放送もあり。

### ネット配信番組
- ランラバ！ -Lantis Lovers!-（funラジオ、2014年3月 - 11月）

### テレビ番組
特記のないものはすべてナレーション担当。
- 大人のヨーロッパ街歩き（旅チャンネル）
- ミシュランで旅する！再発見JAPON（旅チャンネル）
- Hi!横濱編集局（tvk） - 副編集長 役
- イツザイ（テレビ東京、2007年 - 2009年）
- リュウイン先生の楽食美人（BSフジ、2007年 - 2008年）
- 楽食美人II（BSフジ、2009年）
- トリハダ㊙スクープ映像100科ジテン（テレビ朝日、2011年）
- K-POP Channel（TBSチャンネル、2011年 - 2012年）
- ハシゴマン（TOKYO MX、2011年 - 2013年）
- 世界の競馬（NHK BS1）
- NHK歌謡コンサート 番組宣伝（NHK）
- SONGS 番組宣伝（NHK）
- たとえば、こんな暮らし（BSフジ）
- グータンヌーボ2（関西テレビ、2019年 - ）
- 氷上のプレイリスト ～これが私のフィギュアスケート観～（CSテレ朝チャンネル2、2021－）

### テレビアニメ
- ユーリ!!! on ICE（テレビ朝日、2016年）

### CM
特記のないものはすべてナレーション担当。
- EPSON
- サントリーフーズ ペプシスペシャル（トクホペプシ）
- 日本マクドナルド マックペッパー「クールな大人」編
- AOKI
- ユニリーバ・ジャパン レセナ
- アサヒ飲料＆カゴメ Spo-Vege
- J-PHONE
- ガリバーインターナショナル
- アクサダイレクト
- スカイマークエアラインズ
- チューリッヒ保険
- サンギ アパガード

### スタジアムDJ
- ジェフユナイテッド市原・千葉（2001年 - ）
- FUJI XEROX SUPER CUP（2004年 - ）
- ラグビーワールドカップ日本大会（2019年）
- WTT女子ファイナルズ名古屋2023(2023年)